# Kenneth Egan

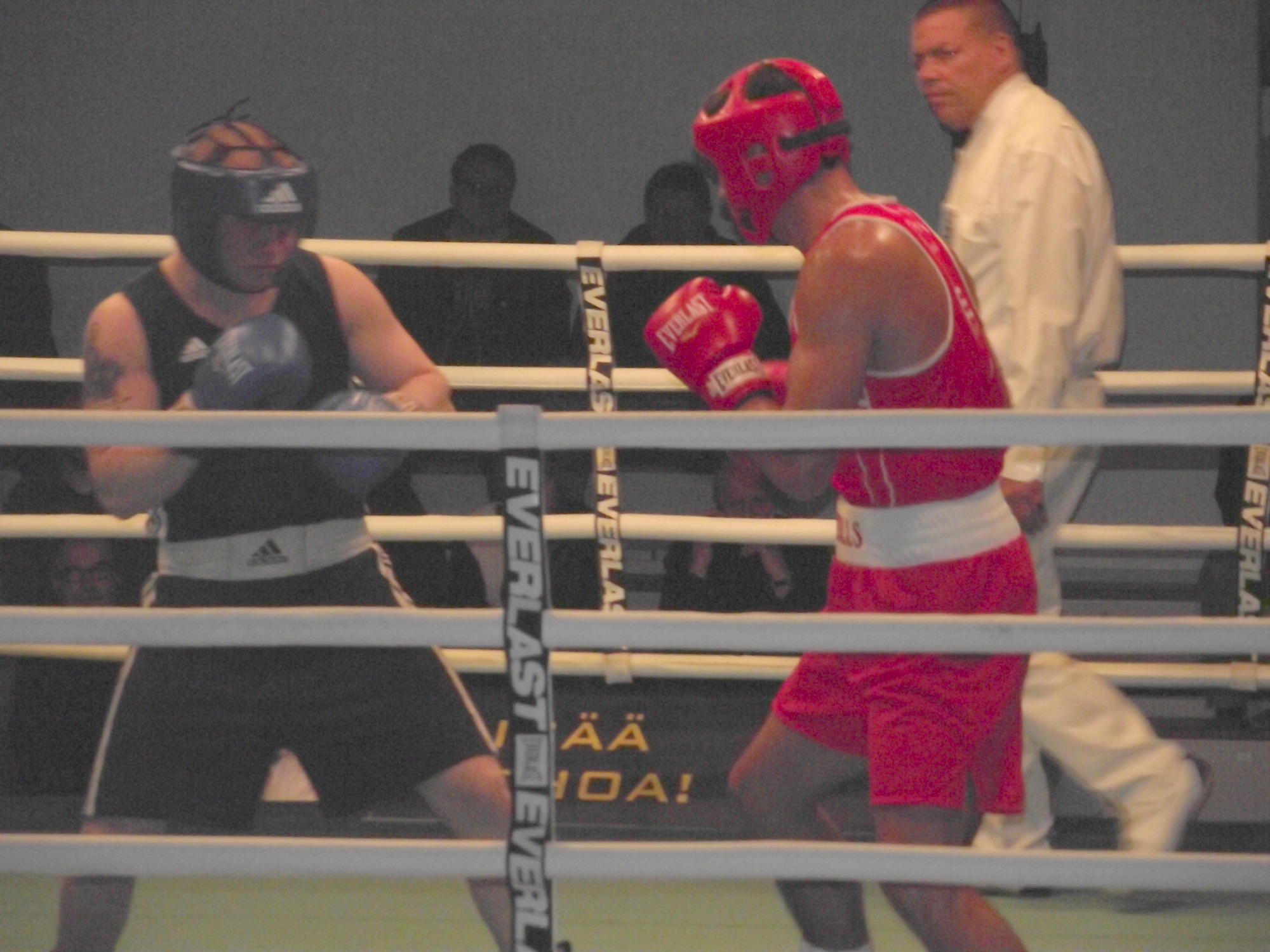
Kenneth Egan (rechts)

Kenneth „Kenny“ Egan (* 7. Januar 1982 in Dublin) ist ein ehemaliger irischer Boxer und aktueller Politiker. Als Boxer war er unter anderem Silbermedaillengewinner der Olympischen Spiele 2008 im Halbschwergewicht. 2014 wurde er für die Volkspartei Fine Gael in den South Dublin County Council gewählt.

## Boxkarriere
Kenny Egan wuchs in Clondalkin, County Dublin (heute County South Dublin) auf. Im Alter von zehn Jahren sah er 1992 seinen Landsmann Michael Carruth in Barcelona Olympiasieger im Boxen werden. Davon war er so begeistert, dass er ebenfalls mit dem Boxen begann. Anschließend gehörte er dem renommierten Neilston Boxing Club Dublin an.

### National
Kenneth Egan war irischer Meister 2001 und 2002 im Mittelgewicht sowie von 2003 bis 2010 acht Mal in Folge irischer Meister im Halbschwergewicht. Er besiegte dabei unter anderem jeweils zweimal Darren O’Neill und Tommy McCarthy. In den Jahren 2011, 2012 und 2013 wurde Egan noch Vizemeister im Halbschwergewicht, nachdem er in den Finalkämpfen stets gegen Joe Ward gescheitert war.

### EU-Meisterschaften
Bei den Meisterschaften der EU gewann er bereits beim ersten Event 2003 in Straßburg die Silbermedaille nach Finalniederlage gegen İhsan Yıldırım Tarhan, nachdem er zuvor Donatas Jasikevičius und John Dovi besiegen konnte. 2004 in Madrid unterlag er im Viertelfinale gegen Aleksy Kuziemski, gewann dann aber 2005 in Cagliari die Goldmedaille mit Siegen gegen Kevin Piquet, İhsan Yıldırım Tarhan, István Szűcs und Marijo Šivolija.
2006 in Pécs schlug er im Viertelfinale Terwel Pulew, ehe er im Halbfinale mit einer Bronzemedaille gegen Constantin Bejenaru ausschied. 2007 in Dublin revanchierte er sich im Finale mit einem Sieg gegen Bejenaru und gewann seine zweite Goldmedaille bei EU-Meisterschaften. Im Viertelfinale hatte er zudem Imre Szellő geschlagen. Seine dritte Goldmedaille gewann er bereits 2008 in Władysławowo durch Siege gegen Caner Sayak und Tony Jeffries.
2009 in Odense schied er knapp mit 6:7 gegen Imre Szellő mit einer Bronzemedaille im Halbfinale aus, nachdem er zuvor erneut Constantin Bejenaru und auch Erik Skoglund besiegt hatte. Anschließend fanden bis 2014 keine EU-Meisterschaften mehr statt.

### Europameisterschaften
Seine erste Teilnahme an einer Europameisterschaft bestritt er 2004 in Pula und verlor noch im ersten Kampf gegen İhsan Yıldırım Tarhan. 2006 in Plowdiw kämpfte er sich durch vorzeitige Siege gegen Robert Woge und Mamadou Diambang ins Halbfinale vor und schied dort gegen Artur Beterbijew mit einer Bronzemedaille aus.
Nachdem für ihn Darren O’Neill bei der EM 2008 an den Start gegangen war, startete er wieder bei der EM 2010 in Moskau. Dort gewann er mit Siegen gegen Simone Fiori, Aleksander Ramo und Ainar Karlson, sowie einer knappen Niederlage im Halbfinale mit 9:11 gegen Abdelkader Bouhenia, erneut eine Bronzemedaille.

### Weltmeisterschaften/Olympische Spiele
Bei Weltmeisterschaften nahm er erstmals 2001 in Belfast teil, wo er erst im Viertelfinale gegen Yordanis Despaigne unterlag. Auch 2003 in Bangkok zog er durch Siege gegen Donatas Jasikevičius und Beibit Schümenow ins Viertelfinale ein, ehe er gegen Jewgeni Makarenko ausschied. 2005 in Mianyang schied er im zweiten Kampf gegen Babacar Kamara aus.
2007 in Chicago besiegte er Julius Jackson und Julio Castillo, scheiterte aber im Achtelfinale an Marijo Šivolija. 2008 nahm er an den europäischen Qualifikationsturnieren in Pescara und Athen zur Teilnahme an den Olympischen Spielen 2008 in Peking teil. Er besiegte dabei Myasnik Sargsyan aus Armenien, Emil Krastew aus Bulgarien, Alessandro Sinacore aus Italien, Daniël Kooij aus den Niederlanden, Gottlieb Weiss aus Deutschland und Kennedy Katende aus Schweden, während er nur eine Niederlage gegen Ramasan Magomedow aus Weißrussland erlitt und sich somit qualifizierte. Bei den Olympischen Spielen schlug er dann überlegen Julius Jackson (22:2), Bahram Muzaffer (10:2), Washington Silva (8:0) und Tony Jeffries (10:3), ehe er im Finale gegen Zhang Xiaoping (7:11) unterlag und die Silbermedaille gewann.
Bei der WM 2009 in Mailand erreichte er erneut das Viertelfinale, wo er gegen Abdelkader Bouhenia unterlag.

### Sonstiges
In der Saison 2010/2011 startete Egan für Miami in der World Series of Boxing und konnte von vier Kämpfen drei gewinnen. In der Saison 2011/2012 kämpfte er in einem Kampf für Leipzig, welchen er jedoch verlor.
Zudem gewann er unter anderem das Gee-Bee Tournament in Finnland 2003, 2004 und 2011, das Tammer-Turnier in Finnland 2004, sowie das Olympic Test Event 2011 in London.